# 蓝士谦
藍士謙（法語：Jean Larrart；1884年12月22日—1966年7月14日）是天主教法國籍總主教及巴黎外方傳教會會士。曾任貴州省貴陽總教區總主教（1946年-1966年）。

## 生平
藍士謙出生於1884年12月22日，在法蘭西第三共和國大西洋比利牛斯省的市鎮阿伊西里茨-卡穆-敘阿斯特。1909年3月27日，藍士謙在24歲時晉鐸，並赴中國貴州省傳教。
1933年1月10日，藍士謙在48歲時獲時任教宗庇護十一世任命為貴陽宗座代牧區助理宗座代牧，領銜阿爾巴尼亞發羅拉教區主教。同年8月13日，由貴陽宗座代牧施恩主教主禮及安龍宗座代牧賈祿主教襄禮晉牧。
1942年9月13日，接任成為貴陽宗座代牧區宗座代牧。1944年3月19日，藍士謙主教主禮晉牧昆明宗座代牧德為能。1946年4月11日，聖座在中國設立聖統制，貴陽宗座代牧區升格為貴陽總教區，屬於貴州教省，藍士謙出任為貴陽總教區首任總主教。
1949年10月1日，中國共產黨在中國大陸地區建立中華人民共和國，並開始針對天主教進行宗教迫害及打壓，教會已經無法正常功能。1950年北韓入侵南韓爆發韓戰，次年中國爆發抗美援朝運動，鄧汲謙、周健鍾與範介萍等信徒發表《天主教貴陽教區三自革新宣言》。同年6月16日，藍士謙總主教在主教座堂被強迫移交權力給鄧汲謙，並向其下跪。其後，藍總主教被捕及與其他外籍傳教士先後被中國政府驅逐出境。
1966年7月14日，藍士謙主教在法國奧克西塔尼大區塔恩-加龍省的市鎮蒙伯通去世，年81歲。